# Zofia Paradowicz
Zofia Paradowicz, ps. „Janina Niesobska” (ur. w Świętochłowicach) – polska tancerka, choreografka i reżyserka ruchu.

## Życiorys
Ukończyła naukę w Państwowej Szkole Baletowej w Bytomiu. Dyplom uzyskała w 1956 roku na scenie Opery Śląskiej w Bytomiu. W późniejszym okresie związana była z łódzką sceną baletową, gdzie w latach 1958–1982 była jedną z czołowych solistek Opery Łódzkiej. Grała role m.in. takie jak: Zarema w Fontannie Bachczyseraju, Diablica i Krasawica w Panu Twardowskim, Panna Młoda w Harnasiach, Czarna królowa w Szach-macie, Partyzantka w polskiej realizacji Zielonego stołu oraz w Orfeuszu.
Jest twórczynią i kierowniczką pierwszej w Polsce grupy baletowej tańca rozrywkowego i współczesnego „Le Soleil”, którą założyła na potrzeby realizowanego w latach 70. XX w. cyklu telewizyjnego „Dobry wieczór, tu Łódź”, w ramach którego tworzyła rewie choreograficzne. Ponadto współpracowała jako choreograf z teatrami dramatycznymi i operowymi w Bytomiu, Krakowie, Łodzi i Warszawie oraz zagranicznymi, opracowując ponad 200 choreografii. W ramach pracy jako choreograf w Teatrze Wielkim w Łodzi współpracowała przy produkcjach operowych, takich jak: Faust, Król Ubu Pendereckiego, Jezioro Łabędzie i Pan Twardowski. Współpracowała z wieloma reżyserami, polskimi i zagranicznymi, takimi jak: Kazimierz Dejmek, Boris Eifman, Kurt Jooss, Bogdan Husakowski, Lech Majewski, Erich Walter i Waldemar Zawodziński.
Jest wieloletnim wykładowcą Państwowej Wyższej Szkoły Filmowej, Telewizyjnej i Teatralnej w Łodzi.
W 2022 roku obchodziła 65-lecie pracy artystycznej.

### Życie prywatne
W młodości mieszkała przy ul. Szkolnej w Świętochłowicach. Pracując jako profesor baletu w Państwowej Wyższej Szkole Filmowej, Telewizyjnej i Teatralnej w Łodzi, nawiązała romans z ówczesnym studentem 4-roku – Krzysztofem Janczarem. Para doczekała się syna – aktora – Krzysztofa Artura Janczara (ur. 1974). W późniejszym okresie związana była z aktorem – Tadeuszem Paradowiczem.

## Odznaczenia
- Złoty Krzyż Zasługi[10]
- Złoty Medal „Zasłużony Kulturze Gloria Artis” (2022)[11][6]
- Srebrny Medal „Zasłużony Kulturze Gloria Artis” (2010)[11]
- Brązowy Medal „Zasłużony Kulturze Gloria Artis” (2005)
- Odznaka „Za Zasługi dla Miasta Łodzi” (2024)[12][13]

## Nagrody i wyróżnienia
- Nagroda „Złota Maska” za choreografię Nocy Walpurgii w Fauście w Operze Śląskiej w Bytomiu (1993)
- Nagroda nadzwyczajna „Złota Maska” za choreografię i ruch sceniczny w spektaklach Faust, Król Ubu, Tańce w Ballybeg (1994)
- Nagroda „Złota Maska” za choreografię i ruch sceniczny do spektakli: 101 dalmatyńczyków (Teatr im. Stefana Jaracza w Łodzi), Orfeusz w piekle (Teatr Muzyczny w Łodzi) i Wesele Figara (Akademia Muzyczna w Łodzi) (2000)[14]
- Nagroda „Złota Maska” za choreografię do 101 dalmatyńczyków i Ptasznika z Tyrolu w Teatrze Muzycznym w Gliwicach (2001)
- Nagroda Stowarzyszenia Autorów ZAiKS za osiągnięcia w dziedzinie choreografii (2021)[5]